# Église Saint-Rémi d'Arrancy
L’église Saint-Rémi d'Arrancy est une église située à Arrancy, en France.

## Localisation
L'église est située sur la commune de Arrancy, dans le département de l'Aisne.

## Historique

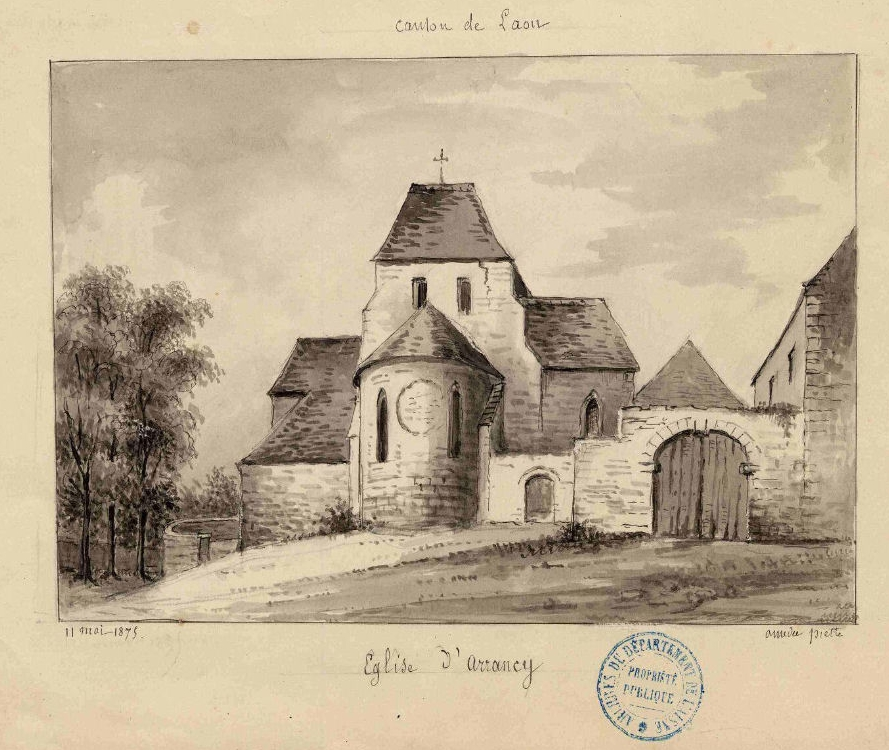
L'église en 1875 - Dessin d'Amédée Piette (1808-1883)